# マシンガンエチケット (ラジオ番組)
『マシンガンエチケット』は2015年4月5日未明（4月4日深夜）より、日曜1:00-1:30（土曜深夜25:00-25:30）に生放送されているエフエム愛媛のバラエティー番組である。

## 概要
同番組は愛媛県を拠点とするパンクロックバンド「スナッチハンター」のガッツ・ムネマソと、FM愛媛ディレクターの九官鳥（男性）がパーソナリティーを務めており、リスナーから寄せられた投書を紹介するほか、リスナーから寄せられた依頼にムネマソと九官鳥が挑戦する「マシンガンチャレンジ」、また番組が特に推薦する地元のインディーズバンドや音楽家を取り上げて、そのメンバーからのメッセージなどを紹介する「とみすプッシュ」というコーナーで構成されている。第5回（5月3日未明=5月2日深夜）より、松山市の道路舗装業者「協和産業」が協賛スポンサーとなった。同10月4日（10月3日深夜）より、ジオフロントカフェに協賛社が変更された。その後2016年1月ごろから2019年3月まではノンスポンサーだったが、2019年4月から9月まで宇和島市吉田町のみかん農家の団体「玉津柑橘クラブ」がスポンサーに就いた。その後再びノンスポンサーに戻り今日に至る。
2015年8月22日より、インターネットラジオの配信を開始。同日は第1回から、直近の8月16日未明（8月15日深夜）に放送された第20回の番組まで配信した。それ以後は原則として生放送終了後の日曜正午をめどに更新され、ネットラジオは番組ホームページ、並びにポッドキャスティングで提供している。配信直後、iTunesのポッドキャスティングランキング・ミュージックカテゴリーの部において、第2位のダウンロードを記録した。このポッドキャストによる配信は、いわゆる撮って出し（疑似生放送）の時を除き、編集でカットされた箇所を含めたノーカットバージョン（但し放送禁止用語などは一部加工してある）、及び収録終了後の追加収録パートも併せて配信されており、平均で1時間以上、特に2023年9月2日深夜＝9月3日未明に放送された第437回放送分のものは、2時間15分を超える長時間の収録となった。
2017年10月から半年の準レギュラーを経て2018年4月から新たに、松山の飲食店『ROPPONGI』『NINE Bake & Deli』の店主・マイケル がレギュラーに加わる。
2017年から2019年には、普段は終夜放送を行わないが、大晦日深夜（元日未明）にオールナイト特別番組を実施、2020年、2021年にも大晦日20時からの生放送が行われた他、2021年8月と2021年大晦日から2022年元日には、Zoomを使ったオンライン公開収録が行われた。2023年から元日の特番が再開（2023年は3時まで、2024年は5年ぶりのオールナイト生放送となった。この元日生特番ではアサヒビールが協賛している。

## マシンガンチャレンジの主な挑戦項目の一覧
- 第2回　ラーメン春光亭取材、レモンジーナ一気飲みでゲップしないで曲紹介をする、ジャパハリネットのかっしーに電話して、元気かどうか聞いてみる
- 第3回　メイドカフェ取材
- 第5回　ライブでやってきたこと
- 第6回　ゲイバー・かずちゃん取材
- 第7回　ポンジュースと醤油と海苔の食べ合わせ
- 第8回　外国のお菓子お取り寄せ（タイヤ風味のグミキャンデー）
- 第9回　楽天占いに課金する
- 第10回　餃子の大将大食いトライアル、コーラとコーヒーの食べ合わせ
- 第12回　喫茶店・みゅんへんで水を注文する
- 第15回　かき氷の一気食い
- 第17回　クーリングオフ
- 第21回　ウルトラデスソース（超激辛ソース）
- 第23回　毛穴パック選手権、ジャパハリネットのけんじろうへの電話、キャスター付き事務椅子グランプリ
- 第24回　廊下ボウリング選手権
- 第25回　金ちゃんカップラーメンを持ちながら黒歴史暴露
- その後、金ちゃんヌードルの金鶴シール1万円プレゼントキャンペーンに応募し、たびたび賞金1万円を複数回当てている。その賞金は大晦日（～元日）特番の中で、リスナープレゼント用の商品に還元したりしている。

## イベント
- 2015年10月18日　W studio RED（松山市）のライブハウスにて、第1回の番組主催公開イベント（公開収録ではないが、一部出場バンドの楽曲は10月25日(10月24日深夜)に抜粋して放送）として「ガッツ・ムネマソpresents マシンガンエチケット」と題したロックコンサートを開催。
出場バンド
  - スナッチハンター
  - 八十八ヶ所巡礼
  - the twenties
  - The抱きしめるズ
  - その他当日会場で発表したシークレットスペシャルゲスト（放送では直前になってから発表するといっていたが、「大人の事情」という理由で明かされなかった。その後の放送で「ジャパハリネット」であったことを公表）

オープニング・アクト（前座出場）
  - ピンクビラビラーズ
  - AQUBEE（FM愛媛「LINK」担当のフリーアナウンサー・タレント・ヒカル率いるロックバンド）

## 主なゲスト
- 2015年8月30日（29日深夜）　和田ラヂヲ、ヒカル（下記詳述）
- 2015年11月1日（10月31日深夜）　マーガレット廣井（八十八ヶ所巡礼）
- 2015年12月13日（12月12日深夜）・同20日（19日深夜）　中村明珍（元銀杏BOYZ「チン中村」。現・「中村農園」運営、僧侶）

※本来は「スペシャルウィーク」の開催に伴い、1回だけの出演予定（事前収録）だったが、予定時間を超えてトークが盛り上がったため、翌週の20日放送にも延長出演することになった。
- 2016年1月3日（1月2日深夜）　マーガレット廣井（2回目）

※2015年12月26日にジオフロントカフェで行われた初の公開録音として開催
- 2018年4月29日（4月28日深夜）  ラストアイドルファミリー/Someday Someday 清原梨央、たけやま3.5
- 2019年複数回　吉田一番（玉津柑橘クラブのミカン農家）
- 2020年1月を含み複数回　こふくどん（京都の舞妓）

## コラボレーション
- 同じ九官鳥がディレクター兼アシスタントパーソナリティーをしている『ニンジニアネットワーク 和田ラヂヲの、聴くラヂヲ』、『LINK』とコラボレーションして、2015年8月30日未明（8月29日深夜）に和田ラヂヲと、ヒカルが特別ゲストとして参加（事前収録）した。
- 2024年1月15日には、マイケルが水・木曜を担当しているエミフルMASAKIオープンスタジオからの午後の公開生番組「Groovy Radio Caravan(グルービー・レィディオ・キャラバン)」に、ガッツ、九官鳥と、ゲストの永野が出演し、コラボレーションが行われた[2]